# Hector-Martin Lefuel
Hector-Martin Lefuel, né à Versailles le 14 novembre 1810 et mort à Paris le 31 décembre 1880, est un architecte historiciste français.

## Biographie
Fils d'un entrepreneur versaillais, Hector Lefuel est admis en 1829 à l'École des Beaux-arts, où il est l'élève de Jean-Nicolas Huyot. Lauréat du prix de Rome en 1839 avec un projet d'Hôtel de ville, il est pensionnaire de la Villa Médicis de 1840 à 1844. C'est à cette époque (1841) qu'il rénove le Palazzo Renai, le palais florentin des François Sabatier-Ungher.
À son retour en France, il ouvre un atelier et devint inspecteur de la Chambre des députés.
Après avoir mené des travaux au château de Meudon en 1848 et à Sèvres en 1852 (manufacture), il est nommé architecte du château de Fontainebleau, où il conçoit une nouvelle salle de théâtre (1853-1855).
Alors qu'il travaille à Fontainebleau, Lefuel est chargé de continuer les travaux du Louvre après la mort brutale de Visconti. Il achève l'ambitieux projet de ce dernier en lui donnant un caractère néo-baroque propre aux grands monuments du Second Empire.
C'est également lui qui est chargé à partir de 1861 par Napoléon III de mener à bien la nouvelle tranche de travaux de l'ensemble Louvre-Tuileries. Ce projet prend le nom de « Nouvelles Tuileries ». Hector Lefuel reconstruit le pavillon de Flore, ainsi que la partie ouest de la grande galerie, qui se compose de l'aile de Flore, du pavillon des sessions et des grands guichets.
Il sera chargé plus tard sous la Troisième République de construire le pendant de l'ensemble sud, au nord. Malheureusement, faute de financement, seuls seront reconstruits le pavillon de Marsan et l'aile Rohan. Le symétrique du pavillon des sessions et des grands guichets ne seront pas construits au nord.
Il est élu membre de l'Académie des beaux-arts en 1855. Il repose au cimetière de Passy (Paris).

## Principales réalisations
- Salle de spectacles du château de Fontainebleau (1855).
- Achèvement du Louvre (1857).
- Reconstruction de la partie ouest de la grande galerie (1866).
- Aile de Rohan et reconstruction du pavillon de Marsan (1874).
- Petit théâtre du château de Chimay (1863)
- Château de Neudeck, en Silésie, aujourd'hui en Pologne, pour le comte de Donnersmarck (1869-1876)
- Reconstruction du château de Saint-Étienne du Vauvray (pour sa fille Marie-Louise épouse de Gabriel Benoit Hochon Louvetier de cette commune)

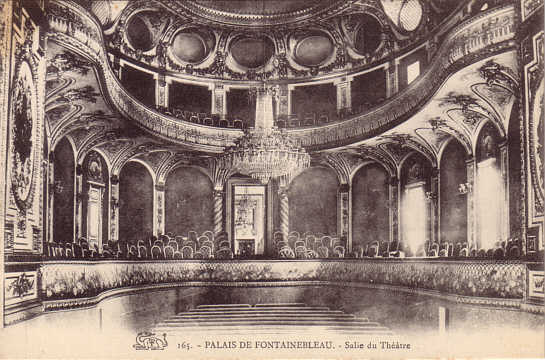
Salle de spectacles du château de Fontainebleau (1855).
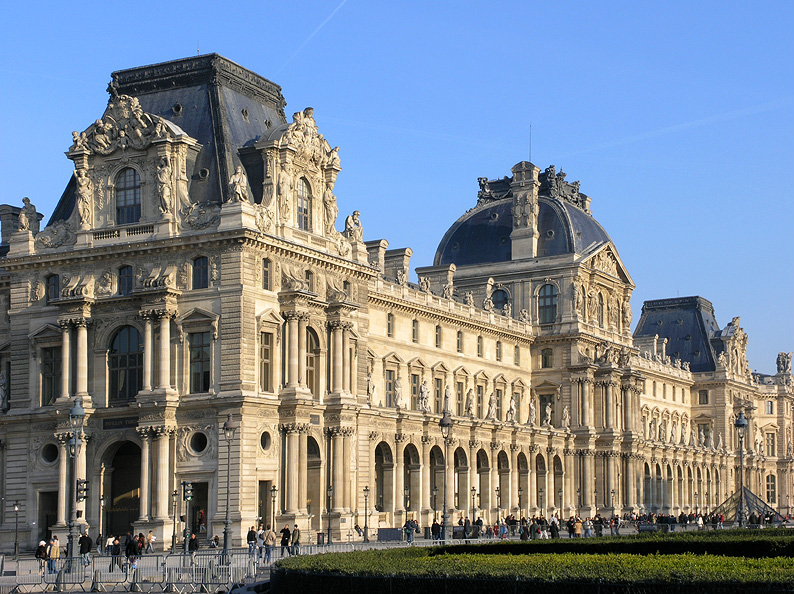
Palais du Louvre, aile Richelieu.
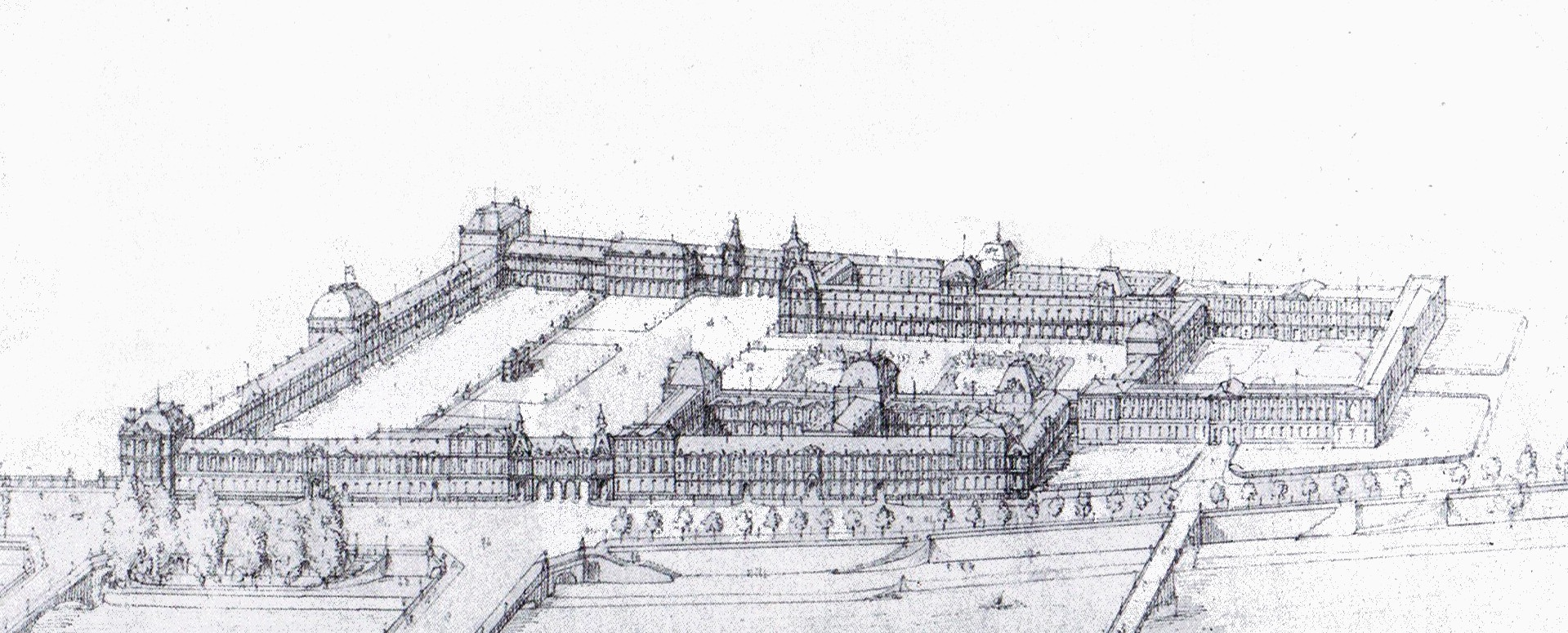
Palais du Louvre, projet en partie réalisé.
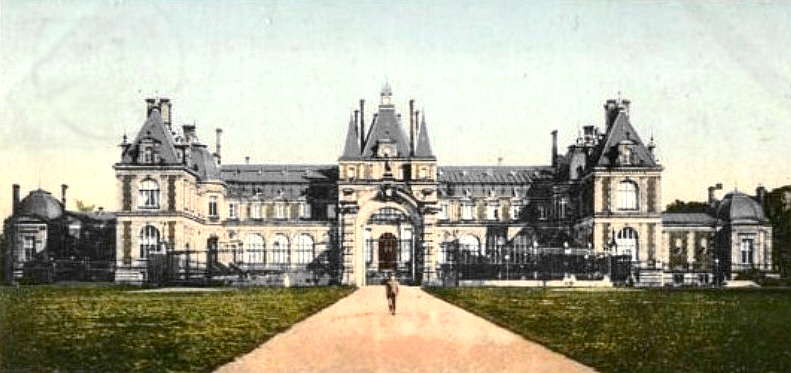
Nouveau château de Neudeck, détruit en 1961.